# Luca Desiata
Luca Desiata (Isernia, 10 dicembre 1971) è un dirigente d'azienda, latinista, enigmista e curatore d’arte italiano.

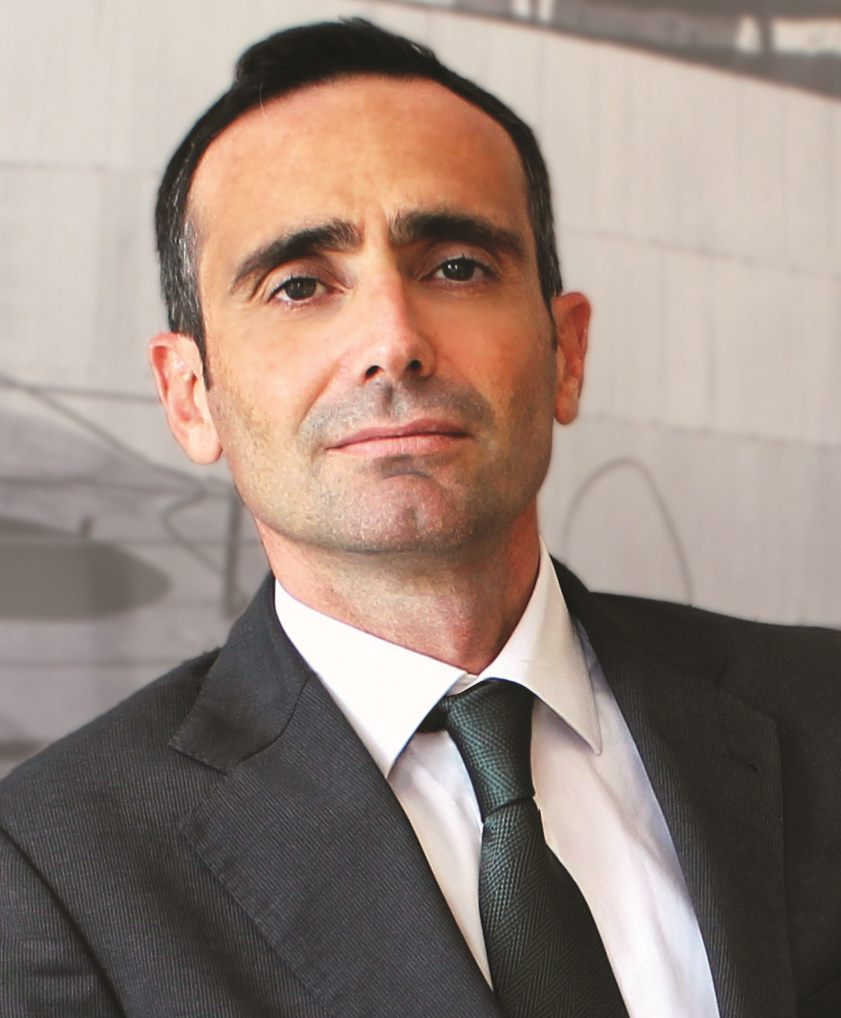
Luca Desiata

Da Luglio 2016 a dicembre 2019 è stato amministratore delegato di Sogin.
Forbes Italia lo ha inserito tra i 100 manager vincenti del 2019. Nella classifica dei top manager italiani per reputazione si è posizionato al 24º posto nel maggio 2018. È il direttore delle riviste di enigmistica e cruciverba Hebdomada Aenigmatum in lingua latina e di Onomata Kechiasmena in greco antico

 e di Semajno de Enigmoj in esperanto. È il curatore dei “Corporate Art Awards” e del programma "Mecenati del XXI secolo”.

## Biografia
Nato ad Isernia nel 1971, ha conseguito la laurea in ingegneria meccanica nel giugno 1995 presso l'Università di Pisa con 110 e lode, ottenendo contemporaneamente anche il diploma della Scuola superiore di studi universitari e di perfezionamento Sant'Anna.
Nel dicembre 1999 ha conseguito l’MBA presso l’INSEAD Business School di Parigi.
Ha iniziato la sua carriera professionale nel 1995 come ingegnere di processo in Procter & Gamble. Successivamente è passato in consulenza, dapprima con Accenture poi in Bain & Company fino al 2002.
Dal 2002 al 2006 ha lavorato per Banca Mondiale a Belgrado come Advisor presso l’Agenzia delle Privatizzazioni del Ministero dell’Economia serbo.
In Enel dal 2006 al 2016 ha ricoperto i seguenti incarichi: Responsabile delle strategie internazionali, Capo Gabinetto dell’Amministratore Delegato per le attività internazionali, Responsabile dello sviluppo nucleare in Italia, Responsabile dell’ingegneria in Francia, Responsabile affari regolatori europei, Country Manager Francia e Belgio.
Da luglio 2016 è Amministratore delegato della SOGIN, società pubblica italiana che si occupa del decommissioning degli impianti nucleari italiani. A settembre 2017 sottopone per la prima volta il piano a vita intera dello smantellamento delle centrali nucleari italiane ad una peer review indipendente dell’Agenzia internazionale per l'energia atomica.

## Lingue classiche
Ha fondato Hebdomada Aenigmatum nel giugno 2014 con lo pseudonimo di Lucas Cupidus (dall'espressione latina "cupidus rerum novarum" nel senso di "desideroso di conoscere cose nuove") e Onomata Kechiasmena nel maggio 2015 con il nome di Λουκᾶς Δεσιάτα. Nel 2019 Hebdomada Aenigmatum è diventata un libro pubblicato dalla casa editrice francese “Maison du Dictionnaire”.
Si è occupato della diffusione del latino e greco nella società moderna attraverso l'organizzazione di numerosi eventi rivolti a studenti e professionisti:
- Il 25 marzo 2016 ha organizzato il primo Certamen Aenigmatum Latinorum (Olimpiadi di enigmistica latina)[22][23] in occasione del X Festival Européen Latin-Grec presso l'Ecole Normale Supérieure di Lione.
- Il 28 maggio 2016 ha organizzato a Roma il corso "Business Latin - il Latino per il manager moderno" per Acem, l'associazione dei dirigenti di Enel[24][25]
- Dal 2015 ha organizzato varie presentazioni sul tema "Il latino nell'era di Internet", di cui due nel 2017 presso la Scuola Normale di Pisa[26][27][28]

Il 5 dicembre 2016 a Roma ha firmato un protocollo d'intesa con il Ministro dell'Istruzione Stefania Giannini finalizzato a promuovere la diffusione dell’enigmistica latina e greca come strumento di sostegno per l’apprendimento delle lingue antiche tramite il gioco intelligente.
Nel 2022 ha pubblicato “Il latino per avere successo nella vita”

 con Vestigium Editore 

## Corporate Art
Luca Desiata è il curatore del programma “Mecenati del XXI secolo”, i premi per le migliori collaborazioni tra il mondo dell’arte e i mecenati aziendali e istituzionali. Il 22 novembre 2017, in una cerimonia al Quirinale alla presenza del Presidente Sergio Mattarella, sono stati premiati Intesa Sanpaolo come “Mecenate del XXI secolo”, Assicurazioni Generali e Ferragamo per i progetti di restauro nell’ambito dell’Art Bonus, la collezione del Ministero degli affari esteri e della cooperazione internazionale, Banca d’Italia, etc. L’edizione del 2018 si è svolta il 28 novembre presso il Parlamento Europeo,  nell’ambito delle celebrazioni dell’Anno europeo del patrimonio culturale.
Con il nome di “Corporate Art Awards”, la prima edizione dei “Mecenati del XXI secolo” nel 2016 era dedicata esclusivamente alle aziende.  I vincitori sono stati annunciati in una cerimonia alla presenza del Ministro Dario Franceschini: ex aequo Intesa Sanpaolo e Deutsche Bank per la miglior collezione d’arte aziendale, seguiti da American Express per il programma di restauro internazionale, Shiseido per la più antica collezione aziendale in Giappone, Piaggio per il Social Media Award. 
Durante i Corporate Art Awards del 2016 è stato lanciato il manifesto della “Corporate Art” firmato, tra gli altri, da Ugo Nespolo, Alexander Evgenievich Ponomarev, John David Mooney, etc.
Nel 2015 Desiata ha curato la mostra “Corporate Art” presso la Galleria nazionale d'arte moderna e contemporanea. L’esposizione presentava le opere di 78 artisti nazionali e internazionali commissionate dal mondo del business nell’ambito dei processi aziendali: Ugo Nespolo per Piaggio e Caffarel, Romero Britto per Absolut, Flavio Favelli e Marco Lodola per Fabbri, Peter Max per American Express, Afro Basaldella e Giuseppe Santomaso per Esso, Leonetto Cappiello per Martini & Rossi, etc.
Dal 2014 al 2016 è stato docente del corso “Corporate Art” al Master of Art della LUISS Business School. 
Nel 2014 ha fondato pptArt, prima piattaforma di crowdsourcing di arte.

## Riconoscimenti
Nel 2006 è stato nominato Cavaliere dell’Ordine della Stella della Solidarietà dal Presidente Ciampi su proposta del Ministro degli Esteri, Gianfranco Fini.

## Pubblicazioni
- Scacchi e strategie aziendali, di Luca Desiata, in collaborazione con Rocco Sabelli, ex AD di Alitalia e Piaggio, e Anatolij Karpov, campione del mondo negli anni ’70-90, edito da HOEPLI – Collana Management, 2012[55].
- Jeu d'échecs et stratégie d'entreprise, di Luca Desiata, in collaborazione con Jean-Marc Pailhol, manager Allianz, e Bachar Kouatly, grande maestro di scacchi francese. Edito da Dicoland, 2015[56][57].
- Hebdomada Aenigmatum di Luca Desiata, in collaborazione con Lydia Ariminensis, Rela Girolami, Andrea Taddei, edito dalla casa editrice francese “Maison du Dictionnaire”, 2018[20][21].